# Circondario di Douentza
Il circondario di Douentza è un circondario del Mali facente parte della regione di Mopti. Il capoluogo è Douentza.

## Geografia antropica

### Suddivisioni amministrative
Il circondario di Douentza è suddiviso in 15 comuni:
- Dallah
- Dangol-Boré
- Débéré
- Dianwéli
- Djaptodji
- Douentza
- Gandamia
- Haïré
- Hombori
- Kéréna
- Korarou
- Koubéwel Koundia
- Mondoro
- Pétaka
- Tédjé